# خوسيه أنطونيو إيشيفيريا
خوسيه أنطونيو إيشيفيريا هو سياسي كوبي، ولد في 16 يوليو 1932 في كارديناس في كوبا، وتوفي في 13 مارس 1957 في هافانا في كوبا.
وهو معروف بدوره في الهجوم على القصر الرئاسي ومحطة راديو ريلوخ الكوبية. كان لقب إيتشيفيريا هو "مانزانيتا"، والذي يعني "التفاحة الصغيرة".